# Dioncounda Traoré

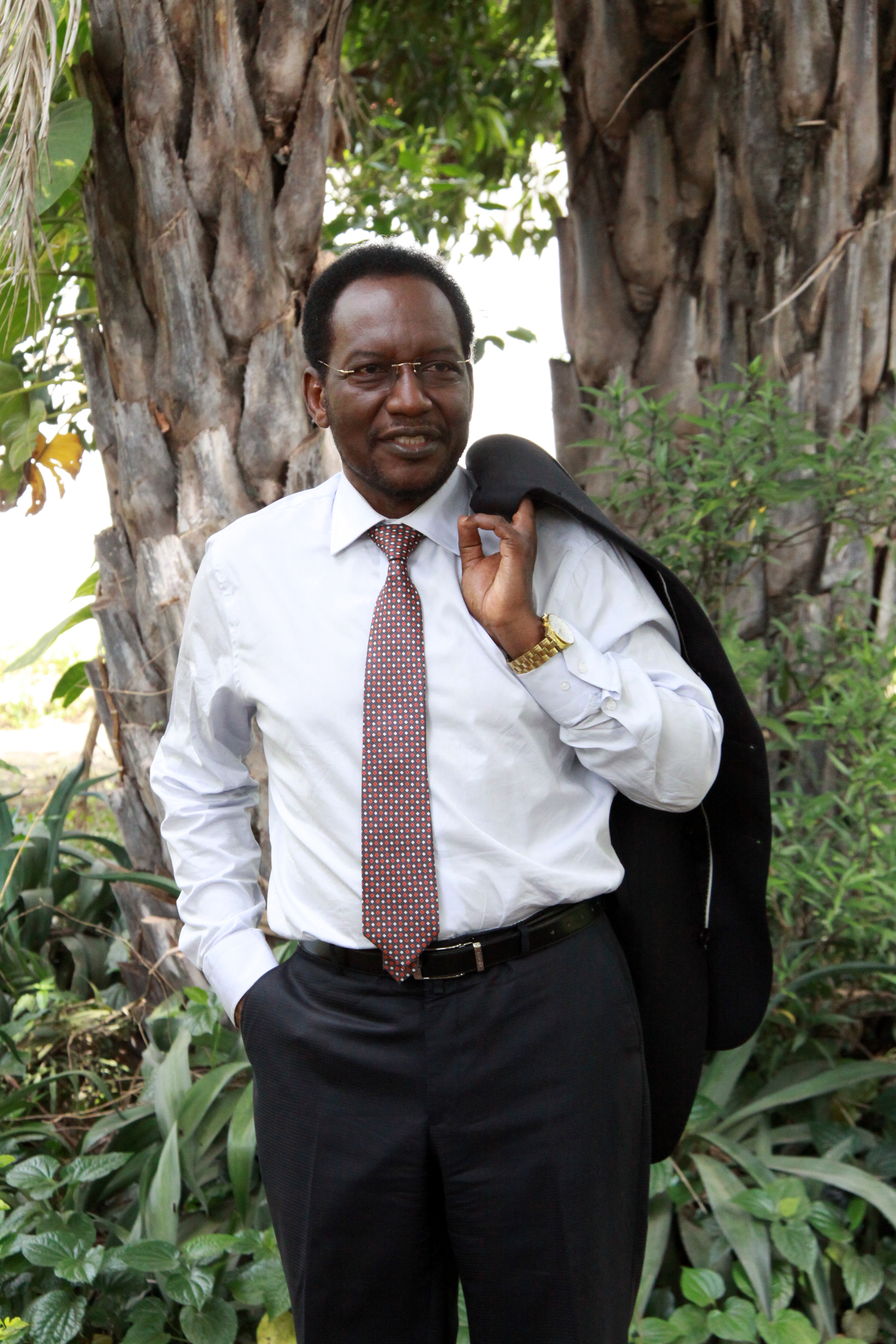
Dioncounda Traoré, 2011

Dioncounda Traoré (* 23. Februar 1942 in Kati (nahe Bamako, Mali)) ist ein malischer Mathematiker und Politiker. Er war vom 12. April 2012 bis zum 4. September 2013 Staatspräsident von Mali.

## Biografie
Traoré wurde in der kleinen Garnisonsstadt Kati, nahe der späteren malischen Hauptstadt Bamako in der damaligen Kolonie Französisch-Westafrika geboren. Er erhielt seine schulische Ausbildung in Kati, danach in Nara, Kayes und in Fréjus in Frankreich. Er absolvierte das Lycée Terrasson de Fougères (heute Lycée Askia Mohamed) in Bamako und erwarb 1961 dort das Baccalauréat. Danach studierte er 1962–65 in der Sowjetunion an der Staatlichen Universität Moskau an der Fakultät für Fremdsprachen und der Fakultät für Mechanik und Mathematik. 1965–1970 setzte er sein Studium an der Universität Algier in der Naturwissenschaftlichen Fakultät fort und schloss es 1970 mit der Lehramtsprüfung (Licence d’Enseignement) ab. In den folgenden Jahren erwarb er mehrere Hochschuldiplome (DEA = Diplôme d’études approfondies) für Mathematik, bis er 1977 an der Universität Nizza mit der Arbeit « Le problème de Dirichlet pour l’équation de Poisson dans des domaines convexes non bornés » zum Doktor der Mathematik promoviert wurde.
1977–80 war er Professor an der École Normale Supérieure in Bamako (ENSUP), einer Ingenieursschule. 1980–82 wurde er wegen seiner politischen Aktivitäten vom Dienst suspendiert. Ab 1982 war er Professor für Mathematik an der École Nationale d’Ingénieurs (ENI) in Bamako und von 1991 bis 1992 deren Direktor.

## Politische Karriere
Seit etwa 1990 war er aktiv in Führungspositionen der politischen Partei Alliance pour la Démocratie au Mali-Parti Pan-Africain pour la Liberté, la Solidarité et la Justice (ADEMA-PASJ) tätig und war seit 2001 deren Vorsitzender. 1992–93 war er Minister für Allgemeine Aufgaben, das Transportwesen und die Modernisierung der Verwaltung in der Regierung von Mali und von 1993 bis 1994 malischer Verteidigungsminister. Er war Präsident der Parteienallianz Alliance pour la démocratie et le progrès (ADP), die sich 2007 für die Wahl von Amadou Toumani Touré zum Staatspräsidenten einsetzte. Nach den Parlamentswahlen in Mali 2007 wurde Traoré zum Präsidenten der Nationalversammlung gewählt. Nach dem Putsch in Mali 2012 wurde er infolge einer Vereinbarung zwischen den Putschisten unter der Führung von Amadou Sanogo und der Westafrikanischen Wirtschaftsgemeinschaft (ECOWAS) vom 6. April 2012 zum Übergangs-Präsidenten Malis ernannt.
Am 21. Mai 2012 drangen junge Demonstranten fast widerstandslos in den Präsidentenpalast ein und schlugen Traoré zusammen. Der 70-Jährige erlitt Verletzungen am Kopf, an der Brust und am Rücken und verlor zeitweise das Bewusstsein. Am Vortag des Ereignisses war der Oppositionsführer Amadou Sanogo durch die Westafrikanische Wirtschaftsgemeinschaft aufgefordert worden, seine Behauptungen, dass er den größten Teil des Landes kontrolliere, einzustellen. Traoré wurde daraufhin am 23. Mai 2012 zur weiteren medizinischen Betreuung nach Frankreich ausgeflogen. Nach zweimonatiger medizinischer Rehabilitation in Frankreich kehrte er am 27. Juli 2012 nach Mali zurück und übernahm wieder die Amtsgeschäfte. Am 4. September 2013 wurde Ibrahim Boubacar Keïta, der Sieger der Präsidentschaftswahl in Mali 2013, vereidigt und löste somit Dioncounda Traoré ab.

## Persönliches
Traoré spricht die westafrikanischen Sprachen Soninke und Bambara, sowie Französisch, und zum Teil Russisch, Englisch und Spanisch. Er ist Muslim, verheiratet und hat 7 Kinder.